# François Calderaro
Pour les articles homonymes, voir Calderaro.
François Calderaro est un footballeur français né le 15 juin 1964 à Reims.

## Biographie
Avant-centre, François Calderaro est formé au Stade de Reims. Il débute en Division 2 lors de la 28e journée du groupe B, à Blénod le 1er avril 1983 pour une victoire 2-1 et marque le premier de ses nombreux buts le 8 avril suivant contre l'US Orléans pour une victoire 2-0. Cette saison-là, l'équipe champenoise termine 2e de son groupe à égalité de points avec le leader, le SC Toulon, mais doit se contenter des barrages pour espérer monter parmi l'élite à cause d'une moins bonne différence de buts. En barrages, le Stade échoue d'entrée contre Nîmes. Par la suite, avec le Stade de Reims, François dispute par deux fois les 1/2 finales de la Coupe de France en 1987 et en 1988. 
En juin 1990, il rejoint le FC Metz où il passe deux saisons. Avec un style de jeu proche de celui de Jean-Pierre Papin, spectaculaire, rapide, adepte de la bicyclette et des reprises acrobatiques, François marque 10 buts en championnat lors de sa première saison, puis 19 buts lors de sa seconde saison, en 1992 (2e meilleur buteur derrière Jean-Pierre Papin). Il marque notamment un somptueux ciseau-retourné au stade Saint-Symphorien contre l'OGC Nice en avril 1991, offrant la victoire à son club, et inscrit en octobre 1991 un doublé contre l'AS Monaco , piégeant le débutant Lilian Thuram sur le premier but. Alors qu'il est pressé par Metz dans son camp, Thuram, à la recherche d'une solution pour se dégager, entend quelqu'un lui demander de jouer derrière. Ce qu'il fait, pensant qu'il s'agit de son gardien, Jean-Luc Ettori, qui sollicite le ballon, alors qu'il s'agit de Calderaro. Thuram offre ainsi une passe décisive à l'attaquant messin qui concrétise l'offrande . Dès lors très considéré et courtisé, cela ne lui permet pourtant pas d'atteindre l'Équipe de France, Michel Platini lui préférant Fabrice Divert pour l'Euro 92 en Suède.
François Calderaro se réconforte en signant au Paris Saint-Germain, où la concurrence est rude. Il joue peu et décide de partir en juin 1994. Son passage à Paris lui permet néanmoins d'écrire ses premières lignes de palmarès et de découvrir la Coupe d'Europe (Coupe de l'UEFA) lors de la saison 1992-1993.
Il termine sa carrière professionnelle à Toulouse, alors en Division 2, où il joue trois saisons pleines de 1994 à 1997. Il retrouve aussi dans la ville rose sa redoutable efficacité de buteur (25 buts en championnat en 1995 par exemple, 2e meilleur buteur derrière Tony Cascarino) et participe à la remontée du club toulousain en Division 1, à l'issue de la saison 1996-1997.
Il entraîne ensuite le MFC aux côtés de Michel Marchand, entraîneur-adjoint et seul détenteur d'un diplôme professionnel pour une telle équipe. Ils remportent la coupe du championnat de Midi-Pyrénées de la saison 1993-1994.
Il tient aujourd'hui un bar à Berck.

## Palmarès

### En club
- Champion de France en 1994 avec le Paris Saint-Germain
- Vainqueur de la Coupe de France en 1993 avec le Paris Saint-Germain
- Vice-champion de France en 1993 avec le Paris Saint-Germain
- Vice-champion de France de Division 2 en 1997 avec le Toulouse FC
- Demi-finaliste de la Coupe de l'UEFA en 1993 avec le Paris Saint-Germain

### EnÉquipe de France
- International français B et Militaires

## Statistiques
| Saison    | Club           | Championnat | Championnat | Championnat | Championnat | Coupe de France | Coupe de France | Coupe de la Ligue | Coupe de la Ligue | Coupe d’Europe | Coupe d’Europe | Coupe d’Europe | TOTAL  | TOTAL |
| Saison    | Club           | Pays        | Division    | Matchs      | Buts        | Matchs          | Buts            | Matchs            | Buts              | Coupe          | Matchs         | Buts           | Matchs | Buts  |
| --------- | -------------- | ----------- | ----------- | ----------- | ----------- | --------------- | --------------- | ----------------- | ----------------- | -------------- | -------------- | -------------- | ------ | ----- |
| 1982-1983 | Stade de Reims |             | Division 2  | 6           | 1           | 0               | 0               | -                 | -                 | -              | -              | -              | 6      | 1     |
| 1983-1984 | Stade de Reims |             | Division 2  | 14          | 7           | 3               | 2               | -                 | -                 | -              | -              | -              | 17     | 9     |
| 1984-1985 | Stade de Reims |             | Division 2  | 18          | 2           | 0               | 0               | -                 | -                 | -              | -              | -              | 18     | 2     |
| 1985-1986 | Stade de Reims |             | Division 2  | 5           | 2           | 0               | 0               | -                 | -                 | -              | -              | -              | 5      | 2     |
| 1986-1987 | Stade de Reims |             | Division 2  | 26          | 17          | 7               | 1               | -                 | -                 | -              | -              | -              | 33     | 18    |
| 1987-1988 | Stade de Reims |             | Division 2  | 19          | 7           | 8               | 1               | -                 | -                 | -              | -              | -              | 27     | 8     |
| 1988-1989 | Stade de Reims |             | Division 2  | 19          | 3           | 1               | 0               | -                 | -                 | -              | -              | -              | 20     | 3     |
| 1989-1990 | Stade de Reims |             | Division 2  | 25          | 15          | 0               | 0               | -                 | -                 | -              | -              | -              | 25     | 15    |
| 1990-1991 | FC Metz        |             | Division 1  | 32          | 10          | 2               | 0               | -                 | -                 | -              | -              | -              | 34     | 10    |
| 1991-1992 | FC Metz        |             | Division 1  | 36          | 19          | 0               | 0               | -                 | -                 | -              | -              | -              | 36     | 19    |
| 1992-1993 | Paris SG       |             | Division 1  | 23          | 6           | 2               | 0               | -                 | -                 | C3             | 4              | 0              | 29     | 6     |
| 1993-1994 | Paris SG       |             | Division 1  | 7           | 0           | 1               | 1               | -                 | -                 | -              | -              | -              | 8      | 1     |
| 1994-1995 | Toulouse FC    |             | Division 2  | 36          | 25          | 0               | 0               | 2                 | 1                 | -              | -              | -              | 38     | 26    |
| 1995-1996 | Toulouse FC    |             | Division 2  | 26          | 13          | 0               | 0               | 0                 | 0                 | -              | -              | -              | 26     | 13    |
| 1996-1997 | Toulouse FC    |             | Division 2  | 31          | 8           | 0               | 0               | 2                 | 2                 | -              | -              | -              | 33     | 10    |
|           |                |             | TOTAL       | 323         | 135         | 24              | 5               | 4                 | 3                 | -              | 4              | 0              | 355    | 143   |

- 4 matchs en Coupe de l'UEFA
- 98 matchs et 35 buts en Division 1
- 225 matchs et 100 buts en Division 2